# Buckeye Crossroads
Buckeye Crossroads è una area non incorporata degli Stati Uniti d'America, situata nella contea di Baca dello Stato del Colorado.

## Geografia fisica
Secondo i rilevamenti dell'United States Census Bureau, Buckeye Crossroads si trova a 1.038 m s.l.m. di altitudine.